# 仙石定盛
仙石 定盛（せんごく さだもり、？-寛永19年（1642年）11月12日）は、戦国時代から江戸時代初期にかけての武将。
備中伊東氏の家臣。備中川辺藩家老。
通称、平左衛門。仙石秀久らの仙石氏との関係は不明。
主君・伊東長実を再興させるべく尽力し、岡田藩成立に貢献した人物である。

## 略歴
伊東長実の家臣。
主君・長実は元亀4年（1573年）頃に豊臣秀吉に仕え、大母衣衆・黄母衣衆をつとめた人物である。
小田原征伐で山中城へ一番乗りを果たすという功があり備中川辺に1万石を与えられた。
定盛は翌年（1591年）に長実の家老となっていることから、古くから仕えていたとされる。
主君・長実は関ヶ原の戦いでは徳川家康に協力したが、大坂の陣では七手組の一人として豊臣秀頼に尽くし、鴫野の戦いや天王寺・岡山の戦いで活躍した。
大坂の陣の時定盛は大坂城に入っていたのか、国許にいたのかは不明。浪人衆として名がみえることから参戦したと考えられるが確証はなし。
長実は大坂城が落ちると高野山に逃れ、そこで秀頼の死を知り自害しようとしたが、家康に関ヶ原での内報の功を認められ出仕を命じられた。
実はこの際、定盛が徳川家康の元に行き、伊東家の存続のために弁明に努め、それを認めさせていたのである（但し、この処置は豊臣恩顧の武将の処置としては異例であり、密偵的な活動を行っていたのではないかとも考えられている。また長実は大坂冬の陣直前に豊臣家を見限り高野山に逃れて、領土を安堵されたとの説もある。）。
長実は二君に仕えずと断っていたが、定盛らの説得を聞き、備中川辺１万石の大名に復帰する。江戸時代、岡田藩として幕末まで続いた。
定盛は伊東家再興を終えると岡田藩入りに従わず京都に隠遁し、寛永19年（1642年）11月12日に死去。
報恩寺に葬られた。

## 参考資料
- 「三百藩家臣人名事典〈6〉」備中国(岡山県)-新人物往来社 1989.9/1
- 「戦国人名事典 コンパクト版」